# Never Let Me Go (Placebo)
Never Let Me Go è l'ottavo album in studio del gruppo musicale britannico Placebo, pubblicato il 25 marzo 2022 dalla SO Recordings e dalla Rise Records.

## Descrizione
Si tratta del primo album registrato dai Placebo come duo formato dai membri fondatori Brian Molko (voce, chitarra e tastiere) e Stefan Olsdal (chitarra, basso e tastiere), a seguito dell'uscita dalla formazione del batterista Steve Forrest avvenuta nel 2015. Parlando dell'album, Molko ha dichiarato di aver scelto un approccio inedito per la realizzazione dei brani, presentando a Olsdal diversi titoli di brani per poi iniziare a comporre gli stessi prendendo come spunto iniziale il solo titolo. Il duo ha iniziato a lavorare con il produttore Adam Noble (già produttore del precedente album del gruppo Loud Like Love e del singolo Jesus' Son) senza avvalersi di altri musicisti, sino all'ingaggio di due diversi batteristi per il completamento delle tracce. Nel 2020 l'album era già stato completato, ma il gruppo ha deciso di ritardare la sua uscita a causa della pandemia di COVID-19.

## Tracce
Testi e musiche di Brian Molko e Stefan Olsdal, eccetto dove indicato.
1. Forever Chemicals – 5:09 (Brian Molko, Stefan Olsdal, Steven Ludwin)
2. Beautiful James – 4:08
3. Hugz – 3:51
4. Happy Birthday in the Sky – 5:09
5. The Prodigal – 4:46
6. Surrounded by Spies – 5:14
7. Try Better Next Time – 3:07
8. Sad White Reggae – 3:25
9. Twin Demons – 3:58
10. Chemtrails – 4:31
11. This Is What You Wanted – 4:11
12. Went Missing – 5:05
13. Fix Yourself – 5:01 (Brian Molko, Stefan Olsdal, William Lloyd)

Tracce bonus nell'edizione deluxe digitale
1. Surrounded by Spies (Timo Maas and Andre Winter Smack the Spies Extended Remix) – 7:35
2. Surrounded by Spies (Richard Norris Bag on the Platform Mix) – 6:33
3. This Is What You Wanted (Digital 21 & Stefan Olsdal Remix) – 5:34
4. Try Better Next Time (Live) – 3:02

## Formazione
Hanno partecipato alle registrazioni, secondo le note di copertina:
Gruppo
- Brian Molko – voce, chitarra, sintetizzatore, loop, drum machine, percussioni, Astral Whip
- Stefan Olsdal – basso, chitarra, cori, sintetizzatore Boutique, pianoforte

Altri musicisti
- Adam Noble – programmazione (eccetto traccia 2)
- Pietro Garrone – batteria (eccetto tracce 8 e 9)
- Matthew Lunn – batteria (tracce 1, 3, 8 e 9)
- William Lloyd – programmazione (tracce 4-6, 8, 10-13)
- Cody Jet Molko – cori (traccia 7)

Produzione
- Placebo – produzione
- Adam Noble – produzione, ingegneria del suono, missaggio
- William Lloyd – ingegneria del suono
- Robin Schmidt – mastering
- Stefan Olsdal – ingegneria del suono aggiuntiva
- Brian Molko – direzione creativa
- Phil Lee – direzione creativa, grafica
- Rachel Bungey – grafica
- Stuart Ford – grafica
- Mads Perch – fotografia

## Classifiche

### Classifiche settimanali
| Classifica (2022) | Posizione massima |
| ----------------- | ----------------- |
| Australia         | 10                |
| Austria           | 1                 |
| Belgio (Fiandre)  | 4                 |
| Belgio (Vallonia) | 1                 |
| Finlandia         | 32                |
| Francia           | 2                 |
| Germania          | 1                 |
| Irlanda           | 27                |
| Italia            | 8                 |
| Nuova Zelanda     | 40                |
| Paesi Bassi       | 1                 |
| Regno Unito       | 3                 |
| Repubblica Ceca   | 74                |
| Spagna            | 13                |
| Svezia            | 55                |
| Svizzera          | 1                 |

### Classifiche di fine anno
| Classifica (2022) | Posizione |
| ----------------- | --------- |
| Belgio (Fiandre)  | 189       |
| Belgio (Vallonia) | 39        |
| Francia           | 147       |
| Germania          | 45        |
| Svizzera          | 81        |